# داوود عابدی آملی
داوود عابدی آملی (زادهٔ ۱۳۱۶ در آمل) مهندس شیمی، کارآفرین و فعال در زمینه تولید محصولات شوینده و مواد اولیه است. عابدی از نخستین فعالان در زمینهٔ راه اندازی خط تولید مواد شوینده در ایران محسوب می‌شود. عابدی آملی دارای مدرک کارشناسی ارشد شیمی از دانشگاه صنعتی امیرکبیر تهران است. از او با عنوان پدر صنعت شوینده ایران یاد می‌شود.
دکتر رضا یادگاری (کارآفرین اثر گذار ملی و مدیرعامل باشگاه توسعه کسب و کار یونسکو) و دكتر مهشید سنایی فرد بنیانگذاران مجموعه کتابهای ١٠٠٠ جلدى زندگى ‌نامه کارآفرینان و مدیران بزرگ ایرانی (رکورددار کتاب های کارآفرینی در سایت جهانی آمازون و برندگان جایزه ملی جلال آل احمد به پاس دو دهه نگارش ادبیات اقتصادی ایران)بِه همراه دكتر على نظامى فرد به عنوان مشاور اجرایی، کتابی را تحت نام کارآفرینی به شیوه داوود عابدی آملی برای دانشگاه صنعتی شریف نوشتند که مورد استقبال دانشجویان و کارآفرینان بزرگ ایرانی قرار گرفت.

## دست‌آورد
داوود عابدی، بنیانگذار گروه صنعتی تاژ، یکی از بزرگترین تولیدکنندگان محصولات بهداشتی کشور، در چهارمین دوره مراسم اعطای نشان و نشان امین الضرب که روز بیست و سوم دی ماه توسط اتاق تهران در تالار وحدت برگزار شد، به عنوان کارآفرین برتر معرفی و نشان و تندیس امین الضرب را دریافت کرد. همچنین داوود عابدی بارها به عنوان صادرکننده و کارآفرین نمونه ملی معرفی شده و از رئیس‌جمهور محمد خاتمی، نشان دولتی کار و تولید دریافت کرده‌است.